# LT United
«LT United» — збірний гурт популярних зірок литовської поп-музики, створений навесні 2006 року для участі у 51-му міжнародному музичному конкурсі «Євробачення 2006» в Афінах 18 та 20 травня 2006 року.
Гурт утворено за ініціативою популярного співака, рок-музиканта й актора Андрюса Мамонтоваса. Окрім нього, до нього ввійшли Марійонас Мікутавічюс, Саулюс Урбонавічюс (гурт BIX), Вікторас Діавара (гурт SKAMP), Арнольдас Лукошюс (екс-Foje) і Еймантас Бяліцкас. Пісня «We Are the Winners (of Eurovision)» у виконанні цього гурту пройшла національний відбірковий тур, набравши у фіналі національного конкурсу вдвічі більше голосів (32 699), ніж наступна «Welcome» гурту «InCulto» (16 451). На конкурсі «Євробачення 2006» з піснею «We are the Winners» LT United посів шосте місце, набравши 162 бали та ставши неофіційним гімном «Євробачення».